# مرجان‌های برازنده
مرجان‌های برازنده (نام علمی: Caryophylliidae) نام یک تیره از راسته مرجان‌های سنگی است.